# Capparis lucida
Capparis lucida là một loài thực vật có hoa trong họ Capparaceae. Loài này được (Banks ex DC.) Benth. mô tả khoa học đầu tiên năm 1863.